# Anthracocentrus modicus
Anthracocentrus modicus är en skalbaggsart som först beskrevs av Charles Joseph Gahan 1894.  Anthracocentrus modicus ingår i släktet Anthracocentrus och familjen långhorningar.
Artens utbredningsområde är Pakistan. Inga underarter finns listade i Catalogue of Life.